# 约纳斯·古斯塔夫松
约纳斯·古斯塔夫松（瑞典語：Jonas Gustavsson，1984年10月24日—），瑞典男子冰球运动员。他曾代表瑞典参加2010年和2014年冬季奥林匹克运动会冰球比赛，其中2014年奥运会获得一枚银牌。